# Rhampsinitus spinifrons
Rhampsinitus spinifrons is een hooiwagen uit de familie echte hooiwagens (Phalangiidae).